# Shigar (rivière)
Le Shigar est une rivière pakistanaise d'une longueur de 62 km qui coule dans la région du Gilgit-Baltistan. Il est un affluent de l'Indus.

## Source de la traduction
- (de) Cet article est partiellement ou en totalité issu de l’article de Wikipédia en allemand intitulé « Shigar » (voir la liste des auteurs).